# Бюст Ахмет-Заки Валиди
Бюст Ахмет Заки Валиди — бюст учёного-тюрколога Ахмет Заки Валиди, располагавшийся в 2008—2021 гг. во внутреннем дворике комплекса зданий СПбГУ (Университетская наб., д. 7-9—11), Восточный факультет Санкт-Петербургского государственного университета.
Автором памятника является В. А. Дворник (1971—2020). Бюст изготовлен из бронзы.
В 2007 году по заказу Правительства Республики Башкортостан бюст был изготовлен за счёт средств бюджета субъекта Российской Федерации (Республики Башкортостан), государственный контракт № 91 от 28.06.2007. В финансировании проекта также участвовало ОАО «Салаватнефтеоргсинтез».
Инициативу постоянного представителя Республики Башкортостан в Санкт-Петербурге Салавата Гумерова и деканата Восточного факультета СПбГУ о создании Центра тюркских исследований и открытия бюста поддержали ректор, президент университета Людмила Вербицкая, Президент Республики Башкортостан Муртаза Рахимов, губернатор Санкт-Петербурга Валентина Матвиенко.
Памятник торжественно открыт в 28 июня 2008 г. В сентябре 2019 года СПбГУ после очередной жалобы от матери одного из первокурсников обратился в прокуратуру с просьбой проверить законность своих действий.
Несмотря на протесы со стороны Всемирного курултая башкир бюст был демонтирован в 27 января 2021 года во исполнение представления прокуратуры Василеостровского района.
Сразу после сноса памятника Всемирный курултай башкир выступил с инициативой забрать памятник в республику. Действующий Глава Республики Башкортостан Радий Хабиров заявлял, что "просьбы общественных организаций забрать памятник это правильное решение и в случае необходимости мы готовы помочь". Однако памятник, несмотря на то что его литье и установка полностью финансировалось Республикой Башкортостан так и не был возвращен СПбГУ.  Директор Центра исследований современной Турции и российско-турецких отношений Санкт-Петербургского государственного университета Аполлинария Аврутина заявляла, что "на момент установки памятника в открытых источниках имелось опубликованная на русском языке информация о достаточном количестве касательно архивных сведений о неоднозначной политической деятельности ученного и его неоднозначных политических взглядах, которые, к сожалению толкнули его к соторудничеству с нацисткой Германией в годы Второй мировой войны и что университет не будет обжаловать решение прокуратуры о сносе памятника, "университет вряд-ли будет возвращать памятник в Башкирию, потому что памятник это ценный подарок наших друзей а возврашать подарки противоречит нашим традициям".

## Копия бюста в Стамбуле
В 2012 году в Стамбуле была установлена копия памятника по слепку автора первоначального бюста скульптора Владимира Дворника. Бюст установлен в сквере имени Ахмета Зеки Велиди Тогана в Фатихе. На открытии присутствовали ученик Ахмета Зеки Велиди Тогана, руководитель группы дружбы Турция-Россия турецкого парламента Невзат Ялчинташ, мэр Уфы Ирек Ялалов, Вице-премьер Правительства Республики Башкортостан Салават Сагитов